# Takvim
Takvim ist eine türkische Tageszeitung. Sie wurde 1994 von Dinç Bilgin gegründet. Zum Zeitpunkt der Gründung war sie Teil der Merkez Yayın Holding. Seit dem Jahr 2008 ist sie im Besitz der Çalık Holding.